# Cleveland (Wisconsin)
Cleveland es una villa ubicada en el condado de Manitowoc en el estado estadounidense de Wisconsin. En el Censo de 2010 tenía una población de 1.485 habitantes y una densidad poblacional de 275,26 personas por km².

## Geografía
Cleveland se encuentra ubicada en las coordenadas 43°55′5″N 87°44′47″O / 43.91806, -87.74639. Según la Oficina del Censo de los Estados Unidos, Cleveland tiene una superficie total de 5.39 km², de la cual 5.38 km² corresponden a tierra firme y (0.29%) 0.02 km² es agua.

## Demografía
Según el censo de 2010, había 1.485 personas residiendo en Cleveland. La densidad de población era de 275,26 hab./km². De los 1.485 habitantes, Cleveland estaba compuesto por el 94.41% blancos, el 0.27% eran afroamericanos, el 0.54% eran amerindios, el 0.74% eran asiáticos, el 0% eran isleños del Pacífico, el 3.23% eran de otras razas y el 0.81% pertenecían a dos o más razas. Del total de la población el 8.69% eran hispanos o latinos de cualquier raza.